# Sharpeville
Sharpeville est un township de Vereeniging, ville d'Afrique du Sud située à une cinquantaine de kilomètres au sud de Johannesburg au Transvaal dans l'actuelle province du Gauteng. 

## Fondation
Le township de Sharpeville fut fondée durant la Seconde Guerre mondiale sur des plans dessinés en 1935 prévoyant la construction de 3 165 maisons rapidement portées à 5 466. Il était destiné à héberger exclusivement les sud-africains de race non blanche et était administré et financé par la municipalité de Vereeniging. 
En 1942, le township fut baptisé sous le nom de Sharpe Native Township, en hommage à John Lillie Sharpe, ancien maire de Vereeniging (1935-1937). Le township était alors l'un des mieux équipés d'Afrique du Sud. Les maisons possédaient deux chambres, un salon et une cuisine sur une superficie moyenne de 45 m2. Les toitures étaient recouvertes d'amiante et les toilettes étaient situées à l'extérieur de chaque maison. 
En 1950, le township prit son nom actuel de Sharpeville.
Le township allait rapidement compter pas moins de 40 000 personnes. Cet accroissement de population fut d'autant plus importante avec la mise en place de l'apartheid à partir de 1948. Sharpeville fut désigné comme banlieue noire obligeant les Indiens à s'installer à Roshnee et les métis à Rustervaal. Les résidents noirs de la région de Vereeniging, notamment de Top Location, furent concentrés sur Sharpeville.

## Le massacre de Sharpeville
Le 21 mars 1960, Sharpeville fut le théâtre d'un massacre qui provoqua une onde de choc internationale ainsi que des émeutes dans tout le pays.
Cette manifestation non violente de protestation contre la loi sur les laissez-passer, a abouti à des tirs des policiers contre les manifestants noirs. 
Le bilan fut de 69 morts parmi les manifestants et plus de 150 blessés.
Le gouvernement d'Hendrik Verwoerd décréta alors l'état d'urgence et interdit l’ANC et le Congrès Pan Africain de Robert Sobukwe. 
Dès lors, Nelson Mandela délaissa la tactique non-violente de l’ANC et lui créa un corps militaire: le Umkhonto we Sizwe (la Lance de la Nation).
À la suite de cela, le 21 mars fut décrétée journée internationale contre le racisme.
Sharpeville est aujourd'hui géré par la municipalité d'Emfuleni comme la ville de Vereeniging.